# Xã Glencoe, Quận Trego, Kansas
Xã Glencoe (tiếng Anh: Glencoe Township) là một xã thuộc quận Trego, tiểu bang Kansas, Hoa Kỳ. Năm 2010, dân số của xã này là 71 người.